# アルファ (鍵)
株式会社アルファ（英: ALPHA Corporation）は、神奈川県横浜市金沢区に本社を置く鍵などの製造販売を行う企業である。

## 製品
- 自動車用部品
- 住宅用ロック
- 産業用ロック
- ロッカー

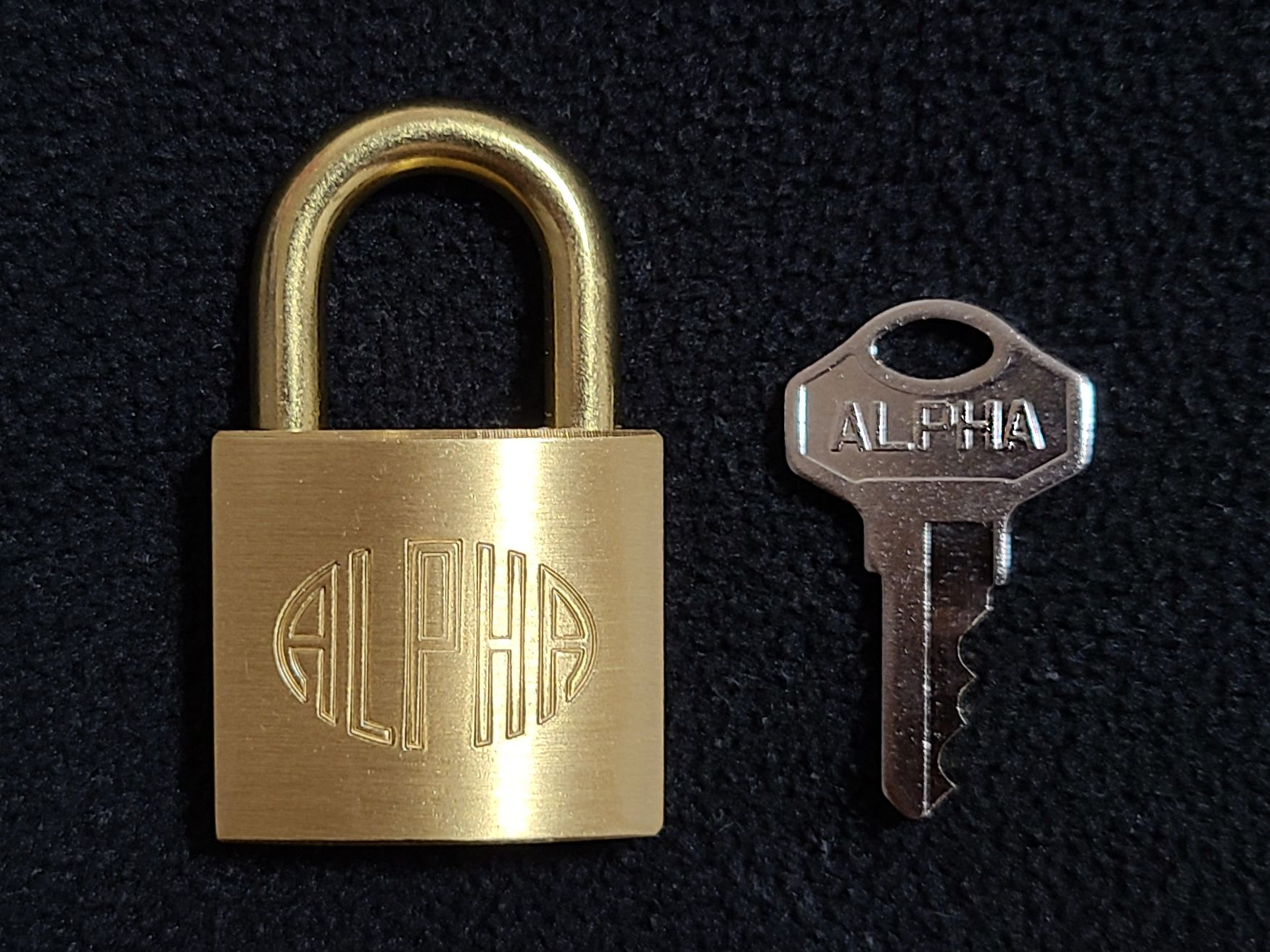
南京錠 No.1000-30
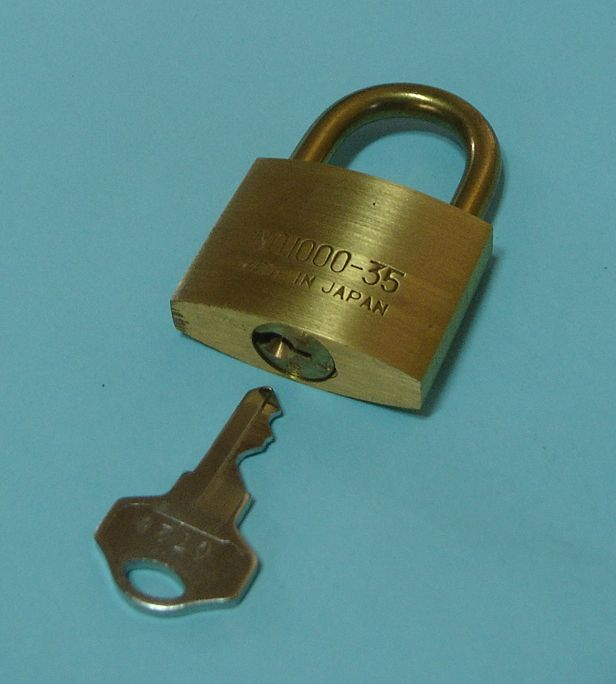
南京錠 No.1000-35

## 沿革
- 1923年 - 創業。
- 1938年 - 法人化。商号を国産金属工業株式会社とする。
- 1944年 - 山梨県甲府市に山梨工場を建設。
- 1963年 - 群馬県館林市に群馬工場を建設。
- 1964年 - 米国・フレキシブル社と技術提携、コインロッカーの製造販売開始。
- 1985年 - 山梨工場を山梨県中巨摩郡甲西町（現在の南アルプス市）に移転。
- 1990年 - 商号を株式会社アルファに変更。
- 1993年 - 本社を現在地に移転。
- 2004年 - 東京証券取引所二部上場。
- 2005年 - 東京証券取引所一部に指定替え。